# الکساندر برت
الکساندر برت (انگلیسی: Alexander Burt; ۹ آوریل ۱۸۸۴ – ۱ ژانویهٔ ۱۹۶۷) بازیکن هاکی روی چمن اهل بریتانیا بود.